# کامپوسور
کامپوسور (نام علمی: Camposaurus arizonensis) نام یک گونه از تیره تهی‌پیکران است.